# Wołokowskie osiedle wiejskie
Wołokowskie osiedle wiejskie (ros. Волоковское сельское поселение) – rosyjska jednostka administracyjna (osiedle wiejskie) wchodząca w skład rejonu smoleńskiego w оbwodzie smoleńskim.
Centrum administracyjnym osiedla wiejskiego jest wieś (ros. деревня, trb. dieriewnia) Wołokowaja.

## Geografia
Powierzchnia jednostki wynosi 194,88 km², a głównymi jego rzekami są: Udra, Kloc i Kaspla. Przez terytorium jednostki przechodzi linia kolejowa Smoleńsk – Witebsk (nie ma przystanku).

## Historia
Osiedle powstało na mocy uchwały obwodu smoleńskiego z 28 grudnia 2004 r. (z późniejszymi zmianami w uchwale z dnia 29 kwietnia 2006 roku).

## Demografia
W 2010 roku osiedle wiejskie zamieszkiwało 651 mieszkańców.

## Miejscowości
W skład jednostki administracyjnej wchodzi 25 miejscowości (wyłącznie wsie w typie dieriewni): Andronowo, Borodienki, Buda, Gawriki, Gonczary, Gwozdiewicy, Gorbuny, Kostriczeno, Mokruszyno, Orłowka, Piliczki, Plechtino, Pożewskoje, Siemiechi, Smolino, Soboli, Strygi, Tiuli, Wołokowaja, Wortichowo, Zaborje, Załoinka, Zamoszczje, Zarubinki, Zyki.